# NGC 2283
NGC 2283 (również PGC 19562) – galaktyka spiralna z poprzeczką (SBc), znajdująca się w gwiazdozbiorze Wielkiego Psa. Odkrył ją William Herschel 6 lutego 1785 roku.